# 全国水产技术推广总站、中国水产学会
全国水产技术推广总站、中国水产学会是全国水产技术推广总站和中国水产学会于2016年11月合署办公后成立的机构，简称水产总站学会或总站学会。

## 历史

### 全国水产技术推广总站
全国水产技术推广总站（英文：NFTEC，National Fisheries Technology Extension Center），农业农村部直属、在北京设立的国家级水产技术推广机构。1990年6月，人事部批准成立，为公益一类正局级事业单位。加挂“农业部渔业行业职业技能鉴定指导站”、“全国水产引育种中心”、“全国水产病害防治中心”、“中国水产杂志社”牌子。

### 中国水产学会
中国水产学会（英文：CSF，China Society of Fisheries）是中华人民共和国水产科技工作者组成的群众性学术团体，是中国科学技术协会主管的社会团体，1963年12月在北京市成立。2013年，民政部授予5A级社会组织称号。登记管理机关是民政部，业务主管单位是中国科学技术协会，挂靠单位是农业农村部，秘书处在北京。至2017年底，共有个人会员20381人，单位会员325家，下设21个分支机构。

### 合署办公
2016年11月，中华人民共和国农业部决定将全国水产技术推广总站与中国水产学会合署办公。

## 办事机构
2019年2月更新的官方网站文章指，总站学会设有15个处室：办公室（人事处）、党委办公室、财务条件处、体系处（科普处）、评价与示范处、产业发展处、资源养护处、苗种处、疫病防控处、质量安全处、信息处、国际合作与贸易处、学术交流处（学会秘书处）、基地管理处、期刊处（中国水产杂志社）。